# Белья Виста
«Бе́лья Ви́ста» (исп. Club Atlético Bella Vista) — уругвайский футбольный клуб из города Монтевидео. В 1990 году единственный раз в своей истории стал чемпионом Уругвая.

## История
Клуб был основан 4 октября 1920 года. Главное, чем прославился этот клуб в первые годы своего существования, это то, что в его рядах выступал легендарный Хосе Насасси, капитан сборной Уругвая — первого чемпиона мира. Нынешняя домашняя арена «Белья Висты» носит его имя.
Клуб шесть раз принимал участие в розыгрыше Кубка Либертадорес — в 1981, 1982, 1991, 1993, 1999, 2000 годах. Учитывая всего лишь один чемпионский титул в Уругвае, завоёванный в 1990 году, этот результат довольно внушителен.
15 августа 2013 года новый президент «Белья Висты» Родольфо Эчинопе объявил о том, что профессиональная команда не сможет заявиться во Второй дивизион из-за долга перед Ассоциацией футбола Уругвая в размере 350 тыс. долларов. «Белья Виста» сохранила молодёжную команду и на протяжении следующих трёх лет не будет выступать в профессиональных соревнованиях, пока происходит реструктуризация долга и реформируется руководство.
С 2017 года «Белья Виста» восстановила свою футбольную команду, которая заявилась для участия во Второй дивизион B Насьональ чемпионата Уругвая. В 2018 году выиграла чемпионат и получила путёвку во Второй профессиональный дивизион.

## Символика
Существует две версии основных цветов клуба. По одной из них, сочетание белого и жёлтого в футболках — это дань уважения папе римскому и флагу Ватикана.
С другой стороны, третьим цветом команды является синий (шорты и гетры). Соответственно, сине-белый — это цвета «Насьоналя», а жёлтый — «Пеньяроля» — двух титанов уругвайского футбола. Таким образом, в цветах Белья Висты сочетаются цвета этих двух команд. Примечательно, что в Аргентине клуб «Арсенал Саранди» тоже решил использовать сочетание двух больших клубов своего города — красный «Индепендьенте» и синий «Расинга».

## Достижения
- Чемпион Уругвая (1): 1990
- Победитель Лигильи (1): 1998
- Чемпион Второго дивизиона Уругвая (4): 1949, 1968, 1976, 1997, 2005
- Чемпион дивизиона Интермедиа (второй по уровню дивизион) (1): 1922
- Чемпион дивизиона Интермедиа (третий по уровню дивизион) (1): 1959
- Чемпион дивизиона Экстра (третий по уровню дивизион) (1): 1921
- Чемпион Второго дивизиона B Насьональ (третий по уровню дивизион) (1): 2018

## Известные игроки
Ниже представлены футболисты, включённые в раздел «Идолы» на официальном сайте клуба.
- Хосе Леандро Андраде
- Пабло Дорадо
- Хосе Насасси
- Оскар Вашингтон Табарес